# 竹下誠二郎
竹下 誠二郎（たけした せいじろう)は、静岡県立大学経営情報学部学部長（第12代）・大学院経営情報イノベーション研究科教授。学位はPh.D.（ロンドン大学・2007年）。
株式会社岡三経済研究所海外情報部アナリスト、Okasan International (America) Inc.調査員、岡三証券株式会社国際情報部エコノミスト、Okasan International (Europe) Limitedアナリシスマーケティング部マネージャー、Crédit Lyonnaisインテリジェンスユニットディレクター、ドイツ銀行日本株式部ディレクター、ABNアムロ銀行日本戦略経済部ディレクター、みずほインターナショナル日本株式部エグゼクティブディレクターなどを歴任した。

## 来歴

### 生い立ち
1981年4月、獨協大学に入学した。獨協大学では外国語学部の英語学科にて学び、1985年3月に卒業した。同年4月、岡三経済研究所に入社し、1987年まで海外情報部のアナリストとして勤務した。同年、岡三インターナショナルアメリカに移り、調査員となった。また、同年9月よりノースウェスタン大学のケロッグ経営大学院に通い、経営戦略、国際ビジネス、ファイナンス、マーケティングなどを学んだ。1989年6月に修了し、MBAの学位を取得した。同年より岡三証券に戻り、1991年まで国際情報部にてエコノミストとして勤務した。同年、岡三インターナショナルヨーロッパに移り、アナリシスマーケティング部にてマネージャーを務めた。

### 銀行員として
1994年10月、クレディ・リヨネに転じ、インテリジェンスユニットにてディレクターに就任した。1995年5月、クレディ・リヨネの役職を退任した。同月、ドイツ銀行に転じ、日本株式部にてディレクターに就任した。1999年5月、ドイツ銀行の役職を退任した。同月、ABNアムロ銀行に転じ、日本戦略経済部のディレクターに就任した。なお、並行して2000年9月より、ロンドン大学のバークベック校において、大学院で学習を始めた。2001年1月、ABNアムロ銀行の役職を退任した。同月、みずほインターナショナルに転じ、日本株式部にてエグゼクティブディレクターに就任した。また、2007年11月には、ロンドン大学のバークベック校にて大学院を修了し、Ph.D.の学位を取得した。2015年3月、みずほインターナショナルの役職を退任した。
同年4月、静岡県立大学にて、経営情報学部の教授に就任した。経営情報学部においては、主として経営情報学科の経営コースの講義を担当した。なお、あくまで経営情報学部の教授が本務であるが、大学院においては経営情報イノベーション研究科の教授を兼務することになった。経営情報イノベーション研究科においては、主として経営情報イノベーション専攻の経営系の講義を担当した。さらに、松浦博の後任として、2017年より経営情報学部の学部長を務めた。そのほかにも、『週刊ダイヤモンド』での「World Scope from 欧州」の連載をはじめ、論説や評論などの文筆活動も積極的に行っている。また、テレビ東京の『ニュースモーニングサテライト』にてレギュラーを務めるなど、テレビやラジオへの出演も多い。テレビ・ラジオ出演は2400回を超え、うちBBCは1000回を超えている。

## 略歴
- 1985年 - 獨協大学外国語学部卒業。
- 1985年 - 岡三経済研究所海外情報部アナリスト。
- 1987年 - 岡三インターナショナルアメリカ調査員。
- 1989年 - ノースウェスタン大学ケロッグ経営大学院修了。
- 1989年 - 岡三証券国際情報部エコノミスト。
- 1991年 - 岡三インターナショナルヨーロッパアナリシスマーケティング部マネージャー。
- 1994年 - クレディ・リヨネインテリジェンスユニットディレクター。
- 1995年 - ドイツ銀行日本株式部ディレクター。
- 1999年 - ABNアムロ銀行日本戦略経済部ディレクター。
- 2001年 - みずほインターナショナル日本株式部エグゼクティブディレクター。
- 2007年 - ロンドン大学バークベック校大学院修了。
- 2015年 - 静岡県立大学経営情報学部教授。
- 2015年 - 静岡県立大学大学院経営情報イノベーション研究科教授。
- 2017年 - 静岡県立大学経営情報学部学部長。

## 著作

### 連載
- 「World Scope from 欧州」『週刊ダイヤモンド』（ダイヤモンド社、2012年 - 連載中）
- 「FBC」International Herald Tribune (Jun 2001 - Feb 2002)

## 出演

### テレビ
- テレビ・ラジオ出演は2400回を超え、うちBBCは1000回を超えている
- 週間レギュラー（テレビ）
  - CNN - World Business Today/ Biz News (1999.6 - 2003.5)
  - CNBC Europe - Market Wrap (2001.2 - 2002.1)
  - CNBC Asia - Business Center (2002.2 - 2004.9)
  - Bloomberg TV - Bloomberg News (2003.3 - 2003.6)
  - Reuters Financial TV - Market Briefing (2009.3 - 2009.9)
- 月間レギュラー（テレビ）
  - 『ニュースモーニングサテライト』（テレビ東京、2002年 - 2003年）
  - 「Cantos Business News - Regular Updates on Cantos: Japanese Economy」 (Jul 2004 - Jan 2006)